# Jezioro Głębockie
Der  Jezioro Głębockie (deutsch Tiefensee) ist ein See südlich von Kornewo (Zinten) in der historischen Landschaft Natangen. Heute liegt der See dicht an der polnisch-russischen Grenze im ehemaligen Ostpreußen. An seinem Südufer befindet sich das gleichnamige Dorf, heute Głębock.

## Topographie
In Natangen sind eiszeitliche Seen oft in Wäldern des Stablack oder in Mulden eingebettet. Der Tiefensee erstreckt sich in einer zwei Kilometer langen und etwa 500 m breiten Mulde. Der Tiefensee ist durch Eiserosion entstanden, die vorgelagerte Rinne wurde durch Schmelzwasser ausgewaschen. Die Zuflüsse sind nur Bäche bzw. Gräben. Abfluss des Sees ist im Nordosten der Arnsteiner Mühlenbach, der mit dem Stradick in Verbindung steht. Im Süden bei Sargen (polnisch Szarki) ist dem See eine Endmoräne vorgelagert, die über 160 Meter ansteigt. Die steilen Hänge zu beiden Seiten des Sees bestehen aus Geschiebemergel, der bis unter den Wasserspiegel reicht. An den Enden des Sees befinden sich jeweils etwa 2 km lange Flachmoore. Eine andere Verlandungszone befindet sich an der schmalsten Stelle des Sees zwischen dem früheren Gehöft Stee und der Badeanstalt. Eine Terrasse in 3,5 Meter Höhe zeigt den einstigen Wasserstand an. Damals reichte der See wohl bis vor Kupgallen und Woyditten, wo das Gebiet des heutigen Wäldchens Moschkau wohl noch zum See gehörte. Im Süden erstreckte sich der See wohl bis zum Vorwerk Milchbude.

## Geschichte
Im Süden windet sich ein tief in das Gelände eingegrabener Bach zum See. Am Steilhang des Baches liegt eine Befestigung, vermutlich eine prußische Abschnittsburg, die zu deutscher Zeit „Alte Schanze“ oder „Schwedenschanze“ hieß. Hier schließen zwei hohe Wälle eine Bergzunge ab. Ostwärts dieser Burg, südöstlich von Arnstein (heute: Jarzeń), befindet sich ein Ringwall, vermutlich eine ehemalige prußische Kultstätte. Die Ostseite des Sees war seit der Zeit des Deutschen Ordens Teil der Gemeinde Arnstein; auf der südwestlichen Seeseite entstand das Dorf Tiefensee. Der See selbst gehörte über Jahrhunderte zum Gute Tiefensee.